# Чемпионат ФРГ по волейболу среди женщин
Чемпионат ФРГ по волейболу среди женщин — ежегодное соревнование женских волейбольных команд ФРГ. Проводились в 1957—1991 годах. Наибольшее число побед на счету команды «Ганновер» — 19.
В последние годы соревнования проводились в бундеслиге и 1-й лиге (зоны «Север» и «Юг»). Организатором чемпионатов являлся Немецкий волейбольный союз (Deutscher Volleyball Verband — DVV). Вскоре после объединения Германии в 1991 году были также объединены волейбольные федерации ФРГ и ГДР в единый Немецкий волейбольный союз. В сезоне 1991/92 был проведён первый единый чемпионат Германии.

## Призёры
| Сезон   | 1-е место                      | 2-е место                      | 3-е место                      |
| ------- | ------------------------------ | ------------------------------ | ------------------------------ |
| 1956/57 | «Ганновер»                     | «Технише Хохшуле» Дармштадт    | «Гамбургер» Гамбург            |
| 1957/58 | «Ганновер»                     | «УСК Фрайбург»                 | «Гамбургер» Гамбург            |
| 1958/59 | «Ганновер»                     | «УСК Фрайбург»                 | «Гамбургер» Гамбург            |
| 1959/60 | «Ганновер»                     | «Гамбургер» Гамбург            | «УСК Мюнстер»                  |
| 1960/61 | «Ганновер»                     | «Гамбургер» Гамбург            | «Саар-05» Саарбрюккен          |
| 1961/62 | «Ганновер»                     | «Саар-05» Саарбрюккен          | «УСК Фрайбург»                 |
| 1962/63 | «Ганновер»                     | «Гамбургер» Гамбург            | «Саар-05» Саарбрюккен          |
| 1963/64 | «Ганновер»                     | «Гамбургер» Гамбург            | «УСК Фрайбург»                 |
| 1964/65 | «Ганновер»                     | «Гамбургер» Гамбург            | «УСК Фрайбург»                 |
| 1965/66 | «Ганновер»                     | «Гамбургер» Гамбург            | «УСК Фрайбург»                 |
| 1966/67 | «Ганновер»                     | «Гамбургер» Гамбург            | «УСК Фрайбург»                 |
| 1967/68 | «Ганновер»                     | «УСК Фрайбург»                 | «Гамбургер» Гамбург            |
| 1968/69 | «Ганновер»                     | «Гамбургер» Гамбург            | «Алеманния» Ахен               |
| 1969/70 | «Ганновер»                     | «Гамбургер» Гамбург            | «Нойаубинг» Мюнхен             |
| 1970/71 | «Ганновер»                     | «УСК Мюнстер»                  | «Шверте»                       |
| 1971/72 | «Ганновер»                     | «Шверте»                       | «УСК Мюнстер»                  |
| 1972/73 | «Ганновер»                     | «УСК Мюнстер»                  | «Шверте»                       |
| 1973/74 | «УСК Мюнстер»                  | «Шверте»                       | «Ганновер»                     |
| 1974/75 | «Ганновер»                     | «УСК Мюнстер»                  | «Шверте»                       |
| 1975/76 | «Ганновер»                     | «УСК Мюнстер»                  | «Шверте»                       |
| 1976/77 | НИМ ШЕ Будапешт                | «Шверте»                       | «Ганновер»                     |
| 1977/78 | «Шверте»                       | «УСК Мюнстер»                  | «Ганновер»                     |
| 1978/79 | «Шверте»                       | «УСК Мюнстер»                  | «Ганновер»                     |
| 1979/80 | «УСК Мюнстер»                  | «Шверте»                       | «Рюссельхайм»                  |
| 1980/81 | «УСК Мюнстер»                  | «Лоххоф» Унтершлайсхайм        | «Шверте»                       |
| 1981/82 | «Лоххоф» Унтершлайсхайм        | «УСК Мюнстер»                  | «Рюссельхайм»                  |
| 1982/83 | «Лоххоф» Унтершлайсхайм        | «Ойте» Фехта                   | «УСК Мюнстер»                  |
| 1983/84 | «Лоххоф» Унтершлайсхайм        | «УСК Мюнстер»                  | «Ойте» Фехта                   |
| 1984/85 | «Виктория» Аугсбург            | «Лоххоф» Унтершлайсхайм        | «УСК Мюнстер»                  |
| 1985/86 | «Лоххоф» Унтершлайсхайм        | «Фойербах» Штутгарт            | «УСК Мюнстер»                  |
| 1986/87 | «Байерн-Лоххоф» Унтершлайсхайм | «Фойербах» Штутгарт            | «УСК Мюнстер»                  |
| 1987/88 | «Байерн-Лоххоф» Унтершлайсхайм | «Фойербах» Штутгарт            | «Тюрк Гюджю» Мюнхен            |
| 1988/89 | «Фойербах» Штутгарт            | «Байерн-Лоххоф» Унтершлайсхайм | «Шверте»                       |
| 1989/90 | «Фойербах» Штутгарт            | «Байерн-Лоххоф» Унтершлайсхайм | «УСК Мюнстер»                  |
| 1990/91 | «Фойербах» Штутгарт            | «УСК Мюнстер»                  | «Байерн-Лоххоф» Унтершлайсхайм |

### Титулы
| Клуб                    | Победы |
| ----------------------- | ------ |
| «Ганновер»              | 19     |
| «Лоххоф» Унтершлайсхайм | 6      |
| УСК Мюнстер             | 4      |
| «Фойербах» Штутгарт     | 3      |
| «Шверте»                | 2      |
| «Виктория» Аугсбург     | 1      |